# Govenia rubellilabia
Govenia rubellilabia är en orkidéart som beskrevs av García-cruz. Govenia rubellilabia ingår i släktet Govenia och familjen orkidéer. Inga underarter finns listade i Catalogue of Life.